# Mayville (New York)
Mayville è un villaggio degli Stati Uniti d'America, situato nello stato di New York, nella contea di Chautauqua.

## Storia
La colonizzazione della contea cominciò in questa zona nel 1804, e il villaggio di Mayville fu costituito nel 1830.
La Pennsylvania Railroad costruì una stazione ferroviaria ed un pontile sulle rive del lago Chautauqua a Mayville. Questa era la principale via di comunicazione e trasporto con il resto delle comunità attorno al lago Chautauqua per mezzo della vasta flotta di battelli a vapore che operava prima che venisse costruita la linea del tram. Attualmente il piroscafo Chautauqua Belle è ancora in attività tra Point Chautauqua e il porticciolo di Mayville.

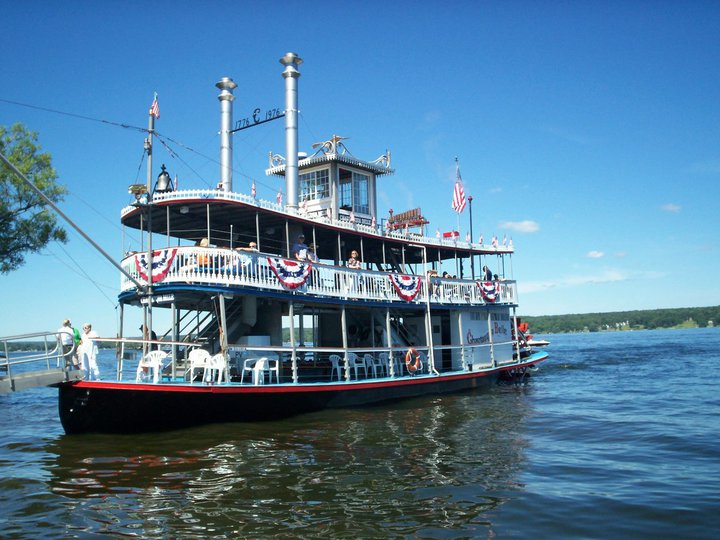
Il piroscafo Chautauqua Belle all'approdo di Mayville

## Luoghi d'interesse
La vecchia stazione ferroviaria in mattoni della Pennsylvania Railroad, costruita nel 1925, è stata inserita nella lista del National Register of Historic Places nel 1993. È ora sede di un museo.

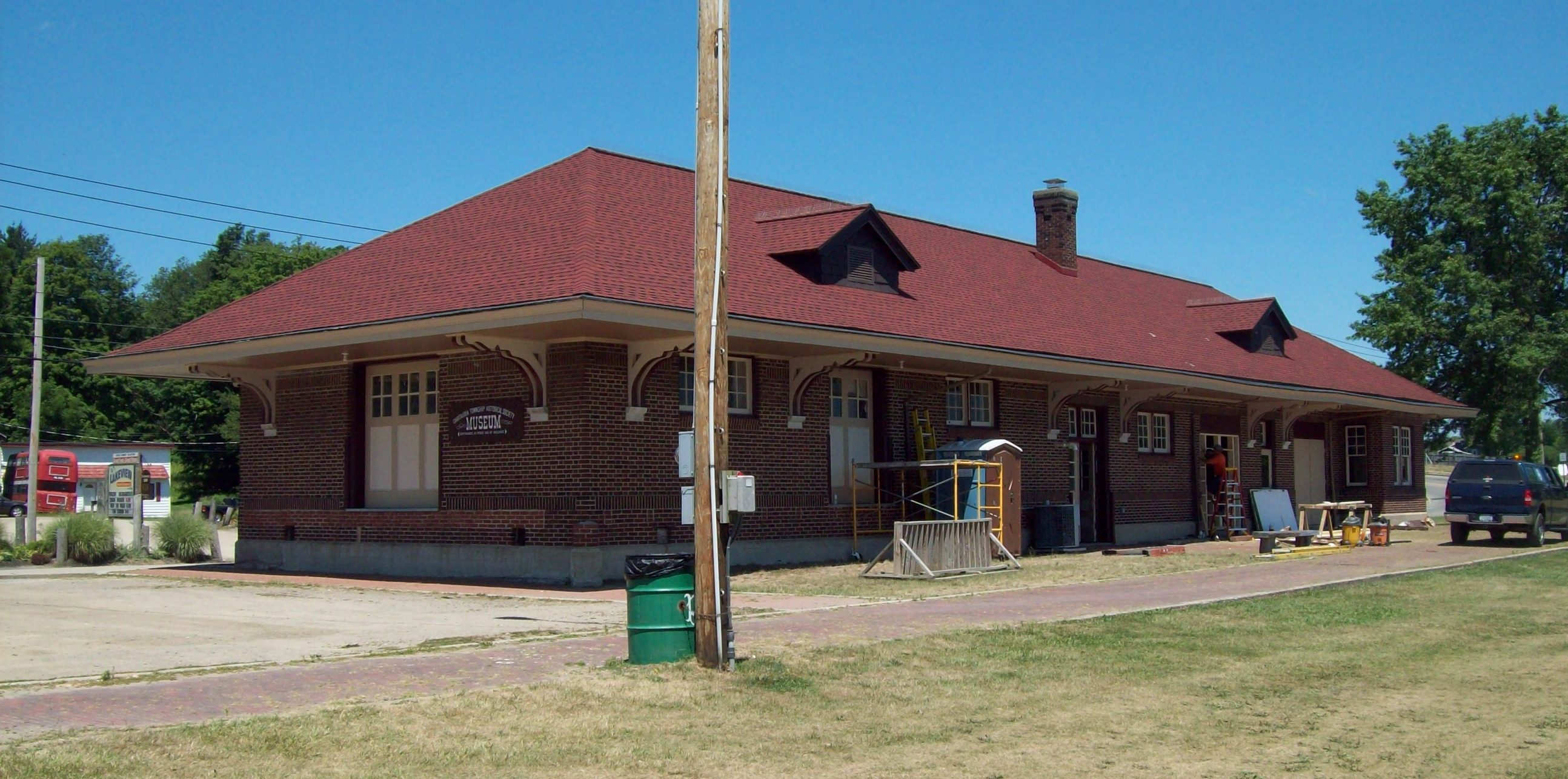
La Pennsylvania Railroad Station